# Муриес (дем Неа Пропонтида)
Муриес (на гръцки: Μουριές) е курортно селище в Егейска Македония, Гърция, в дем Неа Пропонтида, административна област Централна Македония. Муриес има население от 118 души (2021).

## География
Муриес е разположено в югозападния край на Халкидическия полуостров, на 10 километра югоизточно от Неа Триглия, на брега на Солунския залив между Флогита и Паралия Дионисиу.